# 伊須流岐比古神社
伊須流岐比古神社（いするぎひこじんじゃ）は、石川県鹿島郡中能登町の石動山山頂（大御前）にある神社である。伊須留岐比古神社とも表記される。能登国二宮である。

## 祭神
伊須流岐比古神（石動彦）・白山比咩神を祭る。
このうち、主神の伊須流岐比古神は「肯構泉達録」などに登場する日本神話の神で、また五社権現と称される石動権現ともされる。石動山の古名の「いするぎ」または「ゆするぎ」とは、石の動く山の意味で、道教系の星辰信仰や修験道の影響を受けつつ、天から降ってきたという動字石の伝説によるものと考えられている。その石は鳴動し神威を顕したのだという。伊須流岐比古神社は石の鳴動を鎮め、その石を神として祭るべく創建されたと伝わる。
明治期以降の国家神道の下で、権現の名称は否定されており、現在は伊須流岐比古神または石動彦と呼ばれている。
相殿神として、白山比咩神が祭られている。なお、石動彦と白山比咩神は、イザナギ・イザナミとしても扱われている。かつての本地仏は、虚空蔵菩薩（伊須流岐比古神）・十一面観音（白山比咩神）であった。

## 歴史
石動山（石動山大御前）には古くから漁民や農民の信仰を集めた神社があり、これが延喜式の神名帳に記された「伊須流岐比古神社」に比定される。延喜式に記載された式内社の一つである。
『石動山古縁起』によると崇神天皇6年に方道仙人が開山し、養老元年（717年）に智徳上人が登山して天平勝宝8歳（756年）に大礼殿（講堂）を造営したという。一方、泰澄による開創の伝承が古くからあり、近世初期に林羅山により著された『新縁起』も泰澄により構築されたとする。鎌倉時代には真言系の修験道者によって伽藍堂宇が造営されて神仏習合の「石動寺」と称されるようになり、勢力を拡大し、院坊360余、衆徒約3,000人の規模を誇った。
しかし、『太平記』によれば南北朝時代には越中国司中院少将定清とともに南朝方に付いたため焼き討ちにされた（一度目の石動山合戦）。その後、足利将軍家の支援で堂塔などが再建され、京都の真言宗勧修寺の末寺となったことで「天平寺」を称するようになった。
天正10年(1582年）には越後国の上杉家に逃げ込んでいた能登の温井景隆らが石動山衆徒と組んで石動山から峰続きの荒山砦に籠城したが、織田信長の家臣である前田利家と佐久間盛政により陥落し再び焼き討ちに遭った（二度目の石動山合戦、荒山合戦）。
現存する本殿は、承応2年(1653年)に加賀藩主前田利常により建てられたものであり、建立当時は「大宮」と呼ばれていた。
明治5年(1872年)、神仏分離令が公布され、寺号を廃し郷社に列する。その際、廃仏毀釈が行われ、石動山全山に渡って多くの伽藍・院坊が破却された。その後、わずかに残された大宮を御輿堂の場所に移設して、それぞれ本殿・拝殿とした。
大半の坊は里に下りたが、数軒の坊舎は残り、明治8年(1875年)に白山麓から入植した人々とともに農耕が行われるようになった。
富山県射水市の放生津八幡宮では江戸時代より、高岡市の二上射水神社では明治期に休止となり、昭和31年（1956年）より復活し現在も行われている、全国的にも珍しい古代信仰の形態である築山行事が行われているが、ここ伊須流岐比古神社でも明治期まで行われていた。なお3ケ所の主神の見た目から、放生津の「足なし」、二上山の「手なし」、石動山の「口なし」といわれてきた。
地元自治体の手によって発掘調査が継続的に行われており、当時の全貌の解明が進められている。さらに、大宮坊が復元されるなど、史跡公園としての整備を行っている。

## 境内
- 本殿（旧大御前本社、1653年）[2] - 石川県指定文化財
- 拝殿（旧御輿堂、1701年）[2] - 石川県指定文化財
- 旧観坊[2]
- 鳥居

その他、明治期に破壊された天平寺伽藍の礎石や、石仏・石碑などが点在して残っている。現存する建造物は、本殿（大宮）・拝殿（御輿堂）のほかに、行者堂・宝蔵。
なお、石川県内の各地に移築された堂宇が存在する。旧仁王門（長楽寺仁王門) や旧開山堂（氷見市道神社拝殿）などである。